# Zagórzyce (województwo łódzkie)
Zagórzyce – wieś w Polsce położona w województwie łódzkim, w powiecie poddębickim, w gminie Poddębice.
Wieś Zagorzyce własność opactwa cystersów w Sulejowie położona była w końcu XVI wieku w powiecie łęczyckim województwa łęczyckiego.
W latach 1975–1998 miejscowość należała administracyjnie do województwa sieradzkiego.